# 서울 진관사 영산회상도
서울 진관사 영산회상도(서울 津寬寺 靈山會上圖)는 석가모니가 영축산에서 설법하는 모습을 묘사한 후불탱화로 서울특별시 은평구 진관외동에 위치한 진관사의 나한전에 봉안되어 있다. 2002년 3월 15일 서울특별시의 유형문화재 제145호로 지정되었다.

## 개요
진관사는 고려 현종이, 왕위에 오르기 전 자신의 목숨을 구해준 진관조사의 은혜에 보답하기 위해 지은 절로서 조선시대에는 수륙재의 근본 도량이었다. 현재 대웅전과 명부전을 비롯해 홍제루, 동정각, 나한전, 독성각, 칠성각, 나가원, 객실 등의 건물이 있다.
이 영산회상도는 가로 약 1.7m, 세로 약 1.1m 크기이며 화면 오른쪽 하단의 화기에 의하면 1884년에 왕실 상궁의 발원으로 영산전의 후불탱화로서 십육나한탱 네 폭, 석제·환인·사자탱 두 폭, 관음탱 한 폭 등과 함께 일괄적으로 조성되었다. 즉, 이 영산회상도는 원래는 나한전이 아니라 산전에 봉안되었던 후불탱화였음을 알 수 있다. 가로로 긴 화면의 중앙에 석가모니가 설법하는 모습을 두고 그 옆에 네 보살과 사천왕, 여섯 명의 제자를 배치했으며 화면의 빈 공간에는 여러 빛깔의 아름다운 구름을 가득 그려 넣었다.

## 지정사유
이 불화는 靈鷲山에서 설법하는 석가모니를 그린 靈山會上圖로서 1884년에 제작되었다.
가로로 긴 화면의 중앙에는 釋迦牟尼가 說法하는 모습을, 그리고 그 옆에 네 菩薩과 四天王, 여섯 명의 弟子를 배치하였는데 화면의 빈 공간에 彩雲을 가득 그려 넣어 전체적으로 여백없이 빽빽한 화면 구성을 보여준다.
본존인 석가모니는 붉은 색의 법의를 입고 蓮花臺座 위에 結跏趺坐한 모습으로서 量感 있는 얼굴과 당당한 신체로 인하여 건장한 느낌을 준다. 몸에는 通肩의 法衣를 걸치고 있으며 두 손은 왼손을 가슴 위로 올리고 오른손을 배에 댄 채 엄지와 중지를 맞대고 있어 마치 아미타수인(阿彌陀手印)과 같은 손 모습을 보여주고 있다. 이러한 手印은 일반적인 釋迦牟尼의 항마촉지인(降魔觸地印)과는 사뭇 다른지만 조선 후기에는 불상과 불화에서 이와 같은 手印이 자주 등장하는 것으로 보아 釋迦牟尼의 手印으로 보아도 무방하다.
本尊의 좌우에는 文殊菩薩과 普賢菩薩이 두 손으로 커다란 연꽃(白蓮)을 들고 본존을 향해 侍立하고 있으며, 그 옆으로는 四天王이 각각 칼과 비파(향우측), 용과 여의주 및 탑(향좌측)을 들고 있다. 그리고 이들의 옆과 위로는 두 菩薩과 상체만 드러난 채 합장을 하고 있는 弟子가 좌우에 각각 3명씩 묘사되었다.
화면의 향우측 하단에 적힌 畵記에 의하면 이 불화는 19세기 후반에 왕실의 상궁에 의하여 발원되어 조성되었는데, 靈山殿의 後佛上壇幀으로서 16羅漢禎 4폭, 釋帝桓因使者幀 2폭, 觀音幀 1폭 등과 함께 1884년에 일괄적으로 조성되었다. 따라서 원래는 羅漢殿이 아니라 靈山殿에 봉안되었던 것임을 알 수 있다.
횡축의 화면과 단아한 형태, 밝은 주조색 등 19세기 말의 불화 특징을 보여주고 있는 靈山會上圖로서 당대 불화 중 대표작에 속한다.

## 참고 자료
- 서울 진관사 영산회상도 - 국가유산청 국가유산포털

 본 문서에는 서울특별시에서 지식공유 프로젝트를 통해 퍼블릭 도메인으로 공개한 저작물을 기초로 작성된 내용이 포함되어 있습니다.